# DEP (プロレス)
DEP（ディー・イー・ピー、ダイワ・エンターテイメント・プロレスリング）は、愛知県刈谷市を中心に活動しているプロレス団体。モットーは「プロレスを通して地域の活性化と福祉への貢献」。

## 特徴
福祉を重視していることもあり興行では障害者、小学生以下、65歳以上を入場無料としている。養護学校や福祉施設などで興行の実施やイベントの参加など社会貢献活動を積極的に行っている。

## 歴史
- 2003年11月、古澤弘樹と深谷友和が「Total Fighting大和会」として設立。
- 2006年9月3日、「Total Fighting大和会」改め「Daiwa Entertainment Pro-wrestling」として刈谷市産業振興センターあいおいホールで旗揚げ戦を開催。
- 2018年11月11日、イオンモール名古屋茶屋で開催されたプロレスフェスに参加。

## タイトル
DEP無差別級王座
1. 深谷友和
2. 青柳政司
3. 後藤達俊
4. 豊臣太郎
5. ディアブロ
6. 柴山貴哉
7. 橋本友彦
8. 石坂ブライアン
9. 伊禮タケシ
10. 伊東優作

DEPタッグ王座
1. 正岡大介&小杉研太
2. マグニチュード岸和田&藤澤忠伸
3. 深谷友和&神谷龍
4. GENTARO&小杉研太
5. 高井憲吾&影山道雄
6. 根本薫&Drago
7. 深谷友和&柴山貴哉
8. ディアブロ&影山道雄
9. 影山道雄&杉浦透
10. TAMURA&伊東優作
11. カリアンナイト&石田慎也
12. 高井憲吾&ドラゴーン
13. 石田慎也&大谷譲二

ダンボールエクストリームパケット王座
ダンボールデスマッチ形式で行われる。
1. 影山道雄
2. 根本薫

## 所属選手

### 正規軍
- 門尾信彦
- 柴山貴哉
- 小杉研太
- どん黄桜
- スペル・パン☆Do
- カリヤンナイト
- 浦博旭

### ブラックファッカーズ
- 深谷友和
- 根本薫
- 神谷龍

### アウトレイジ
- 古澤弘樹
- 豊臣太郎

## 歴代所属選手
- マスクドDEP1号
- マスクドDEP2号
- マスクドDEP3号
- ブラックΣ
- HARU
- 西一真
- 水野峻
- 正岡大介
- シャドーフェニックス
- 杉浦透
- 影山道雄
- 伊東優作